# Columbia (supercontinente)

Ricostruzione del supercontinente Columbia circa 1,6 miliardi di anni fa.

Columbia (conosciuto anche con il nome di Nuna, e più recentemente, Hudsonland o Hudsonia) è un ipotetico supercontinente che si pensa sia esistito approssimativamente tra 2,5 e 1,6 miliardi di anni fa nell'era proterozoica. Era costituito dai proto-cratoni degli antichi continenti Laurentia, Baltica, Scudo ucraino, Amazzonia, Australia e probabilmente anche della Siberia, del Nord della Cina e del Kalahari. L'esistenza della Columbia si basa sia su dati geologici che paleomagnetici.
L'idea dell'esistenza di questo supercontinente fu proposta da J.J.W. Rogers e M. Santosh nel 2002. Zhao et al. nello stesso anno hanno proposto che la formazione del supercontinente Columbia (o Nuna) sia stata completata da eventi collisionali su scala globale avvenuti tra 2,1 e 1,8 miliardi di anni fa.

## Dimensioni e localizzazione
Le dimensioni di tale supercontinente andavano dai 12.900 km lungo l'asse nord-sud ai circa 4.800 km per l'asse est-ovest.
 
La costa orientale dell'India era unita all'ovest del Nord America mentre la parte meridionale dell'Australia era a contatto con l'ovest del Canada. Buona parte del Sud America era ruotato in modo che il bordo occidentale dell'attuale Brasile era allineato con la costa orientale del Nord America, formando un margine continentale che si estendeva fino al bordo meridionale della Scandinavia.

## Formazione
La Columbia si formò tra i 2,0 e 1,8 miliardi di anni fa dalla orogenesi collisionale contenente quasi tutti i blocchi continentali terrestri. Tra i 2,1 e 2,0 miliardi di anni fa, i blocchi cratonici del Sud America e dell'Africa dell'Ovest erano fusi assieme a causa della Orogenesi Transamazioniana ed Eburniana; i cratoni del Kaapvaal e dello Zimbabwe entrarono in collisione ~2,0 giga/anni (Ga) fa in prossimità della catena Limpopo; i blocchi cratonici della Laurentia furono saturati 1,9 - 1,8 Ga fa a seguito dell'orogenesi Trans-Hudsoniana, Penokeana, Taltson-Theloniana, Wopmay, Ungava, Torngat e Baltica unendosi ai blocchi orogenetici della Kola-Karelia, Svecofenniano, Volhy (Russia Centrale) e Pachelma; contemporaneamente i cratoni dell'Anabar e dell'Aldan in Siberia si unirono tramite l'orogenesi Akitkana e Aldana Centrale. La parte est dell'Antartico e un blocco continentale sconosciuto si unirono nell'orogenesi delle montagne Transantartiche. Il blocco cratonico Indiano si collegò con nell'orogenesi del Trans-Nord Cina.

## Le conseguenze della sua formazione
Come conseguenza finale della sua formazione, avvenuta 1,8 Ga fa, la Columbia fu soggetta a lunghi periodi di subduzione e accrezione lungo i margini continentali, formando una catena ad accrezione magmatica, attualmente presente presso il margine sud del Nord America, Groenlandia e Baltico. Comprende la formazione, avvenute tra 1,8 e 1,7 Ga fa delle catene Yavapai, delle Pianure Centrali, e Makkoviana, tra 1,7 e 1,6 Ga fa delle catene Mazatzal e del Labrador, tra 1,5 e 1,3 Ga fa delle Catene San Francesco e Spavinaw, tra 1,3 e 1,2 Ga delle catene Elzeviria in Nord America; tra 1,8 e 1,7 Ga fa delle catene Ketilidiana e Groenlandese tra 1,7 e 1,6 Ga fa delle catene Kongsbergiana-Gothiana, tra 1,8 e 1,7 della Catena ignea Trans-Scandinava e 1,5 - 1,3 Ga fa delle Cintura Granitoide Svedese nel Baltico. Contemporaneamente altri blocchi cratonici sono passati attraverso crescite marginali. In Sud America, si manifestano tra 1,8 e 1,3 Ga fa zone ad accrezione lungo il margine del Cratone Amazzonico, rappresentato dal Rio Negro, Juruena e cintura Rondôniana. In Australia, si forma 1,8 - 2,5 Ga fa una cintura ad accrezione magmatica comprendente il monte Arunta, Mount Isa, Georgetown, Coen e la catena di Broken Hill, circondando il margine sud ed est del Cratone dell'Australia del Nord ed il margine est del Cratone Gawler. In Cina, tra 1,8 e 1,4 Ga fa, una zona ad accrezione magmatica di nome Xiong'er belt si estese lungo il margine sud del Cratone del Nord della Cina.

## Deriva continentale
La deriva continentale della Columbia iniziò circa 1,6 Ga fa, in associazione alla frattura continentale che si è generata lungo il margine ovest dell'antica Laurentia (Supergruppo Belt-Purcell), India orientale (Mahanadi e Govadari), lungo il margine sud del Baltico (Supergruppo Telemark), il margine sud-est della Siberia (Riphean aulacogens), il margine nordovest del Sudafrica (Cintura del rame del Kalahari) e il margine nord della Cina (Cintura Zherthai-Bayan Obo) La frammentazione continentale corrisponde ad una vasta e magmatica attività anorogenetica con formazioni di siti in anortosite-mangerite-caronochite-granito (AMCG) in Nord America, in Baltico, in Amazzonia e nel Nord della Cina, fino al finale deriva del supercontinente avvenuta circa 1,3 - 1,2 Ga fa, fino al definitivo posizionamento avvenuto 1,27 Ga fa delle fosse mafiche del MacKenzie e 1,24 Ga fa del Sudbury in Nord America. Questi formarono, 500 milioni di anni fa circa, il supercontinente Rodinia.